# Шранц, Карой
Карой Шранц (венг. Schranz Károly; род. 1952, Будапешт) — венгерско-американский скрипач. Вторая скрипка Квартета Такача со дня его основания в 1975 г., по мнению музыкального критика New York Times Джереми Айклера — «музыкальная душа квартета»
Окончил Будапештскую академию музыки имени Листа, ученик Михая Сюча и Дьёрдя Куртага. В 1976—1980 гг. помощник концертмейстера в оркестре Венгерской оперы, затем полностью сосредоточился на ансамблевой игре. С 1986 г. вместе с другими участниками квартета живёт в американском городе Боулдер.